# (4022) Nonna

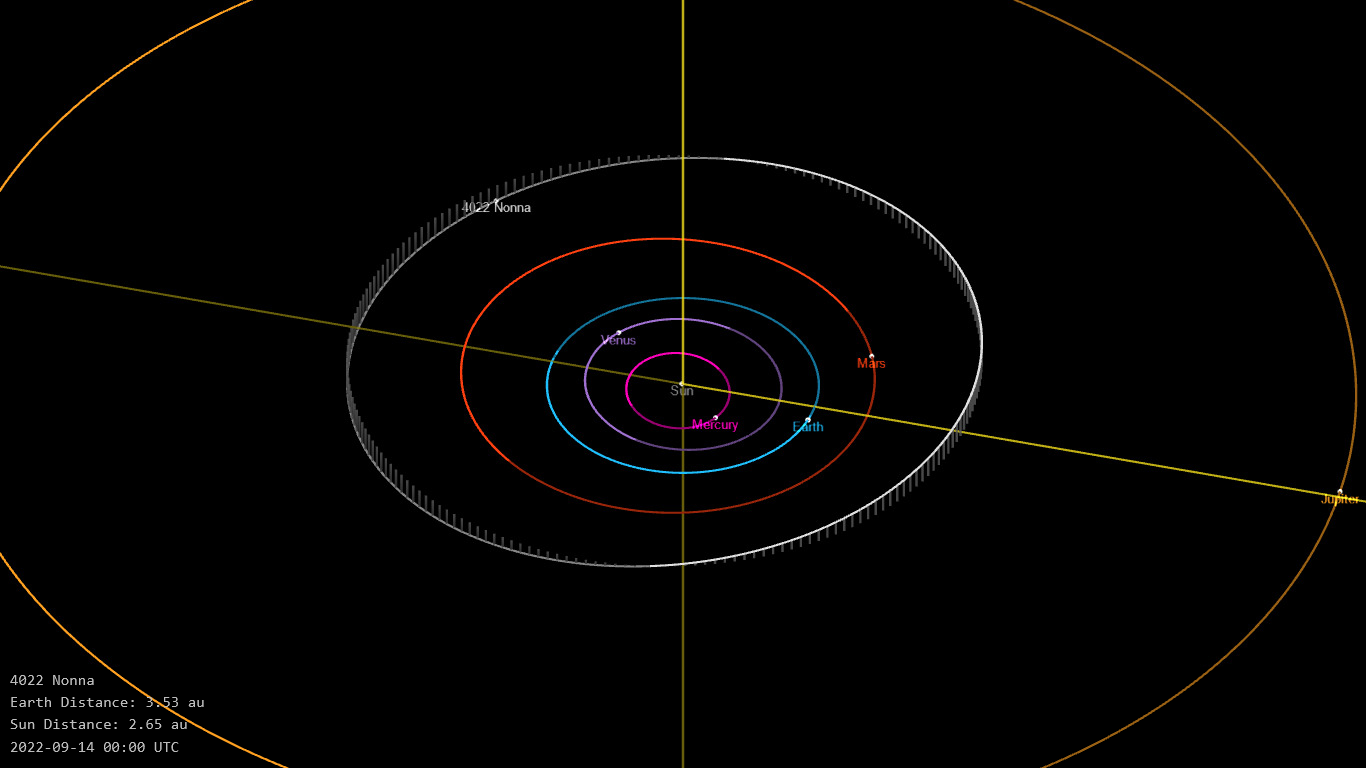
Représentation de l'orbite de l'astéroïde (4022) Nonna

(4022) Nonna est un astéroïde de la ceinture principale.

## Description
(4022) Nonna est un astéroïde de la ceinture principale. Il fut découvert le 8 octobre 1981 à Nauchnyj par Lioudmila Tchernykh. Il présente une orbite caractérisée par un demi-grand axe de 2,36 UA, une excentricité de 0,13 et une inclinaison de 5,1° par rapport à l'écliptique.

## Compléments